# Antun Nalis
Antun Nalis (auch als Tonči Nalis bekannt, * 4. Februar 1911 in Zara, Österreich-Ungarn; † 14. Februar 2000 in Zagreb) war ein jugoslawischer Schauspieler.

## Leben
Nalis studierte zunächst Rechtswissenschaften an der Universität Belgrad und agierte anschließend in einem Theaterensemble in Šibenik. Seinen ersten Film drehte er mit Zastava im Jahr 1949, der eine nahezu 100 Filme umfassende Karriere als Charakterdarsteller, oftmals in komischen Rollen, in jugoslawischen, später auch italienischen (ermöglicht durch seine Herkunft) und kroatischen Filmen. Ebenso war er in Fernsehfilmen bereits zu Beginn der 1960er Jahre, ab dem folgenden Jahrzehnt häufig in Serien zu sehen. Mit sechs Auftritten in Karl-May-Filmen gehörte er zu den regelmäßig eingesetzten Darstellern der Reihe.
1975 erhielt Nalis den Preis „Vladimir Nazor“ für sein Lebenswerk; 1966 hatte er beim Pula Film Festival den des besten Darstellers (für Pogled u zjenicu sunca) erhalten.

## Filmografie (Auswahl)
- 1949: Zastava
- 1962: Der Schatz im Silbersee
- 1963: Winnetou I
- 1964: Winnetou II
- 1965: Der Ölprinz
- 1965: Die Pyramide des Sonnengottes
- 1966: Pogled u zjenicu sunca
- 1991: Eine Geschichte aus Kroatien (Priča iz Hrvatske)